# Sistema jurisdiccional de la Unión Europea
El sistema jurisdiccional o judicial de la Unión Europea es el marco orgánico, normativo y competencial en que se desenvuelve el ejercicio de las actividades de naturaleza judicial mediante las cuales se aplica el Derecho comunitario. Se trata, por tanto, del entramado general de la función o poder judicial en el seno de la Unión, separado de los otros dos poderes, el ejecutivo y el legislativo.
Gestionado por medio de una arquitectura institucional bifronte, tanto nacional y desconcentrada como centralizada y propiamente comunitaria, en su cúspide se sitúa esta última, encarnada en el Alto Tribunal de Justicia de la Unión Europea, con sede en la ciudad de Luxemburgo.

## Ámbitos de competencia

### El Derecho de la Unión
El derecho de la Unión Europea, también denominado derecho comunitario, es el conjunto de normas y principios jurídicos que determinan el funcionamiento, corporación y competencias de la Unión Europea.

## Marco orgánico

### Tribunales nacionales
Los tribunales nacionales se integran en el sistema jurisdiccional de la Unión Europea cuando aplican el Derecho comunitario. Esto es, los jueces nacionales se convierten en jueces comunitarios cuando aplican el Derecho de la Unión.
Tribunal de Justicia de la Unión Europea
Es una de las siete instituciones de la Unión Europea, reguladas en los Tratados constitutivos. Se trata del órgano que se encuentra en la cúspide del sistema jurisdiccional de la Unión, y le corresponde la máxima interpretación de los tratados (derecho originario de la Unión) y de los actos legislativos de las instituciones europeas (derecho derivado). Conoce de los asuntos en el seno de los siguientes procedimientos.
1. Recurso por incumplimiento (artículo 258 TFUE).
2. Recurso de anulación (artículo 263 TFUE).
3. Recurso por violación del principio de subsidiariedad (Protocolo número 2 del Tratado de Lisboa).
4. Recurso por omisión (artículo 265 TFUE).
5. Recurso indemnización por daños (artículos 268 y 340.2 TFUE).
6. Recurso de casación (artículo 256.2 TFUE).
7. Recurso de los funcionarios de la Unión (artículo 270 TFUE).
8. Cuestion prejudicial de validez o de interpretación (artículo 267 TFUE).

## Tribunal de Justicia de la Unión Europea
El Tribunal de Justicia de la Unión Europea (TJUE) (francés : Cour de Justice de l'Union européenne "CJUE") es una institución de la Unión Europea (UE) a la que está encomendada la potestad jurisdiccional o poder judicial en la Unión. Su misión es interpretar y aplicar el Derecho de la Unión Europea, y se caracteriza por su naturaleza orgánica compuesta y su funcionamiento y autoridad supranacionales.

## Instrumentos y procedimiento

### Procedimiento prejudicial
Una cuestión prejudicial en el sistema europeo, es aquel mecanismo de carácter incidental, cuyo objetivo es garantizar la aplicación efectiva y homogénea del Derecho de la Unión Europea y evitar interpretaciones divergentes, que permite u obliga a los órganos judiciales nacionales plantear al Tribunal de Justicia de la Unión Europea las dudas relativas a la interpretación del Derecho originario de la Unión Europea y a la interpretación o validez del Derecho derivado de la Unión Europea aplicable a los litigios cuyo conocimiento les ha sido atribuido.